# Наквасы
Наквасы (бел. Наква́сы) — деревня в Дзержинском районе Минской области Белоруссии. В составе Путчинского сельсовета.

## География
Расположена в 22 км от Дзержинска, в 24 км от железнодорожной станции Койданово, в 47 км от Минска.

## История
Известно с XVII века. Впервые упоминается в инвентаре имения Койданово 1589 года как деревня во владениях Радзивиллов. После второго раздела Речи Посполитой (1793) в составе Российской империи, с конца XIX века — в Минской губернии.
В начале XX века в Великосельской волости Минского повета.
В 1960 году деревня входила в состав совхоза «Путчино». В 2009 году в составе УП «Путчино».

## Население

### Численность
- 2009 год — 4 человек

### Динамика
- 1924 год — 14 дворов, 75 жителей
- 1997 год — 13 дворов, 22 жителя
- 1999 год — 23 жителя (перепись населения)
- 2004 год — 9 дворов, 15 жителей
- 2009 год — 4 жителя  (перепись населения)